# 구마모토 전기철도 기쿠치선
구마모토 전기철도 기쿠치선(일본어: 熊本電気鉄道菊池線)은 구마모토현 구마모토시 니시구의 가미쿠마모토역에서 구마모토현 고시시의 미요시역까지를 묶는 구마모토 전기 철도의 철도 노선이다.
이전에는 온천 마을인 기쿠치시의 기쿠치 역까지 노선이 있었지만, 병행하는 국도 387호선을 통과하는 버스나 자가용 보급에 밀려 1986년에 미요시-기쿠치간을 폐지해 현재의 영업 구간이 되었다. 그 폐지 구간에 대해서도 여기서 취급한다.

## 노선 데이터

### 현존 구간(가미쿠마모토-미요시)
- 노선 거리(영업 거리)：10.8 km
- 궤간：1067mm
- 역수：16역(종점역 포함)
- 복선 구간：없음(전선 단선)
- 전화 구간：전선(직류 600 V)
- 폐색 방식：특수 자동 폐색식

### 폐지 구간(미요시-기쿠치)
- 폐지 직전시
- 노선 거리(영업 거리)：13.5 km
- 궤간：1067mm
- 역수：9역(미요시역 포함)
- 복선 구간：없음(전선 단선)
- 전화 구간：전선(직류 600 V)
- 폐색 방식：타블렛 폐색식

## 운행 형태
노선 명칭상은 가미쿠마모토역이 기점이 되어 있지만, 운행 계통은 후지사키구마에-기타쿠마모토-미요시간, 가미쿠마모토-기타쿠마모토간이라고 할 수 있어 미요시 방면에의 열차는 후지사키 선의 후지사키구마에 역을 터미널로 하고 있다. 후지사키구마에-미요시간은 혼잡시 15분 간격, 한산시 30분 간격, 가미쿠마모토-기타쿠마모토간은 종일 30분 간격으로 운행되고 있다.
폐지 구간인 미요시-기쿠치간에 대해서는, 폐지 직전에 혼잡시 대개 30분 간격, 한산시 대개 1시간 간격의 운행이었다.
2001년 2월 개정 시점의 막차는 후지사키구마에-미요시간, 가미쿠마모토-기타쿠마모토간이 20시대였지만, 2009년 4월 1일부터 후지사키구마에-미요시간의 막차를 22시대, 가미쿠마모토-기타쿠마모토간의 막차를 21시대로 늦추었다(다만 휴일은 제외).

## 사용 차량
후지사키 선 후지사키구마에에 노선 연장하는 기타쿠마모토-미요시간에서는 6000계가, 가미쿠마모토 방면의 구간 운행에는 5000계・200계가 사용된다.

## 역사
- 1913년(다이쇼 2년)3월 15일 기쿠치 궤도에 의해 다카에-와이후(후의 기쿠치)간이 개통. 궤간 914mm
  - 8월 27일 히로마치-후지사키구마에-미요시-다카에간이 개통해 이케다(현재의 가미쿠마모토) -와이후간이 전노선 개통
- 1923년(타이쇼 12년)8월 31일 무로조노-와이후간을 1067mm 궤간으로 개궤, 전화
- 1942년(쇼와 17년)5월 1일 후지사키구마에-와이후간을 궤도법에 의한 궤도에서 지방 철도법에 의한 철도로 변경
- 1948년(쇼와 23년)1월 1일 현 회사명인 구마모토 전기 철도가 된다.
- 1949년(쇼와 24년)4월 1일 후지사키구마에-가메이간을 무로소노 경유에서 기타쿠마모토 경유로 선로 변경
- 1950년(쇼와 25년)10월 1일 가미쿠마모토-기타쿠마모토간이 개통. 가미쿠마모토-와이후간을 기쿠치 선, 기타쿠마모토-후지사키구마에간을 후지사키 선으로 한다.
- 1986년(쇼와 61년)2월 16일 미요시-기쿠치간이 폐지. 남은 구간에서 원맨 운전을 개시
  - 6월 30일 호리카와 교량이 유실해 호리카와-미요시간이 불통. 12월 20일 복구
- 2001년(헤세이 13년)2월 25일 병행하는 국도 387호선의 확폭공사에 수반해 스야-전파 고등 전문학교 앞간의 경로를 변경. 구로이시 역 이전. 스야-구로이시간에 미쓰이시 역 개업

## 역 목록
전 역이 구마모토현에 소재.
| 역 이름            | 일본어 이름        | 역간 거리 (km) | 영업 거리 (km) | 접속 노선                                                                                        | 소재지     | 소재지  |
| ------------------ | ------------------ | -------------- | -------------- | ------------------------------------------------------------------------------------------------ | ---------- | ------- |
| 가미쿠마모토       | 上熊本             | n/a            | 0.0            | 규슈 여객철도: 가고시마 본선 구마모토 시영 전차: 가미쿠마모토 선(가미쿠마모토 역 앞 전차 정류장) | 구마모토시 | 니시구  |
| 간칸자카           | 韓々坂             | 0.7            | 0.7            |                                                                                                  | 구마모토시 | 니시구  |
| 이케다             | 池田               | 0.7            | 1.4            |                                                                                                  | 구마모토시 | 니시구  |
| 우치고시           | 打越               | 0.7            | 2.1            | 기타구                                                                                           | 구마모토시 |         |
| 쓰보이가와코엔     | 坪井川公園         | 0.5            | 2.6            | 주오구                                                                                           | 구마모토시 |         |
| 기타쿠마모토       | 北熊本             | 0.8            | 3.4            | 후지사키 선(미요시 방면과 직통)                                                                  | 구마모토시 | 기타 구 |
| 가메이             | 亀井               | 1.2            | 4.6            |                                                                                                  | 구마모토시 | 기타 구 |
| 하케노미야         | 八景水谷           | 0.4            | 5.0            |                                                                                                  | 구마모토시 | 기타 구 |
| 호리카와           | 堀川               | 0.9            | 5.9            |                                                                                                  | 구마모토시 | 기타 구 |
| 신스야             | 新須屋             | 1.0            | 6.9            | 고시시                                                                                           | 고시시     |         |
| 스야               | 須屋               | 0.5            | 7.4            | 고시시                                                                                           | 고시시     |         |
| 미쓰이시           | 三ツ石             | 0.8            | 8.2            | 고시시                                                                                           | 고시시     |         |
| 구로이시           | 黒石               | 0.8            | 9.0            | 고시시                                                                                           | 고시시     |         |
| 구마모토코센마에   | 熊本高専前         | 0.9            | 9.9            | 고시시                                                                                           | 고시시     |         |
| 사이슌의료센터마에 | 再春医療センター前 | 0.4            | 10.3           | 고시시                                                                                           | 고시시     |         |
| 미요시             | 御代志             | 0.5            | 10.8           | 고시시                                                                                           | 고시시     |         |

### 폐지 구간
미요시 - 오이케 - 쓰지쿠보 - 다카에 - 시스이 - 도미노하라 - 히로세 - 후카가와 - 기쿠치

### 폐지된 역
- 도미 역(시스이-구로키간) - 1913년 3월 15일 개업, 1955년 3월 10일 폐지
- 구로기 역(도미-도미노하라간) - 1921년 이전 개업, 1941년 4월 10일 폐지
- 하나부사 역(도미노하라-히로세간) - 1913년 3월 15일 개업, 1955년 이후 폐지

## 폐지 구간의 폐선 후의 상황

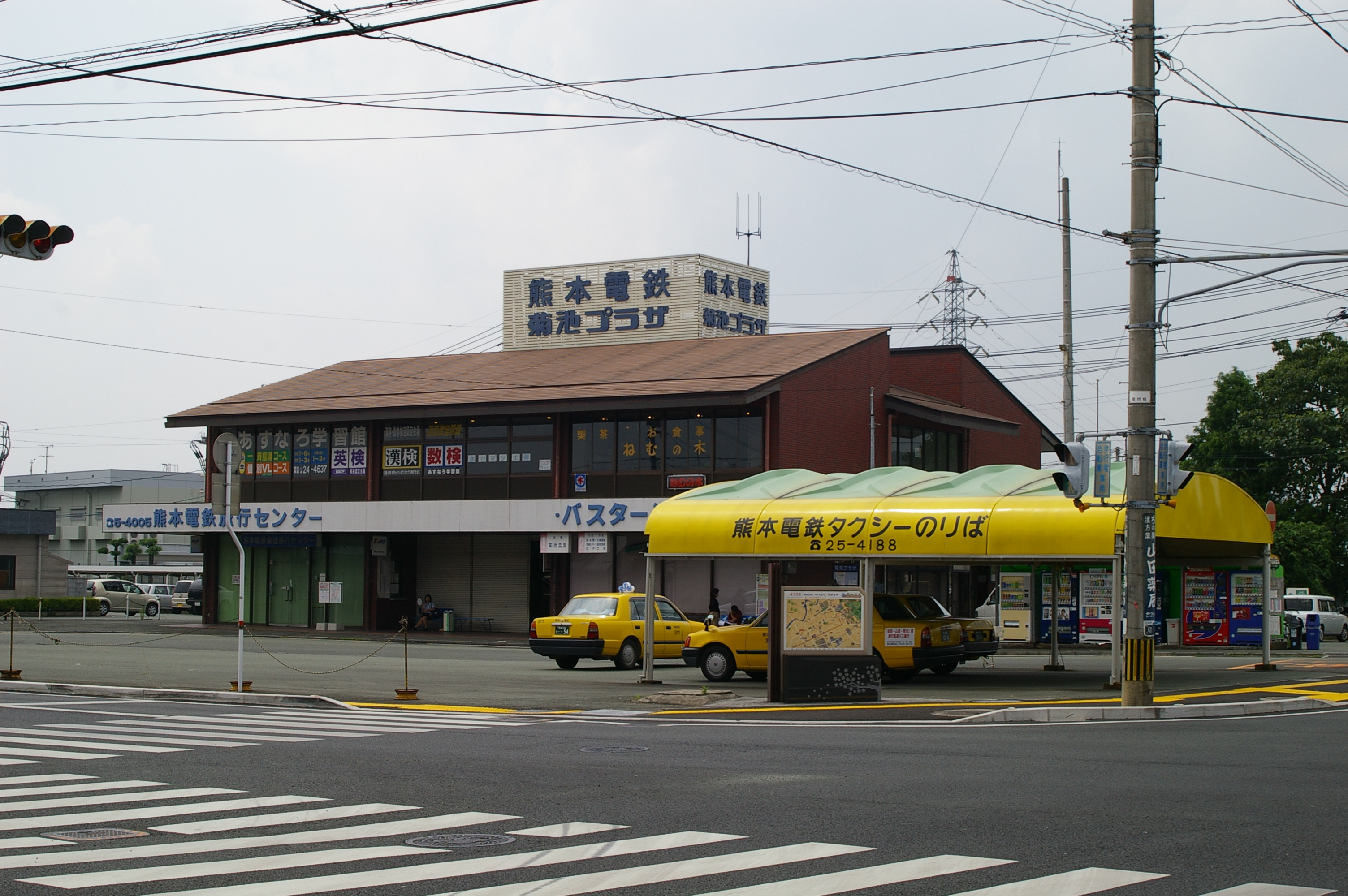
기쿠치 플라자(2007년 7월 22일)

고시 시(구 기쿠치 군 니시고시 정)의 미요시 역부터, 기쿠치 시 와이후의 기쿠치 역까지의 13.5km는 모터라제이션의 진전에 의한 승객 감소 등을 배경으로 1986년 2월 15일의 운행을 마지막으로 폐지되었다. 운행 마지막 날은 전선으로 무료 승차가 실시되어 이별을 아쉬워하는 많은 승객으로 떠들썩했다.
폐지 구간 각 역의 상황은 다음과 같다.
- 미요시 역：현재의 종점. 이전에는 교차 설비가 있었지만 부분 폐지 후 철거되었다.
- 오이케 역：역 앞은 버스 맞이방이 있다. 이 구간까지는 후술과 같이 노선 부활 계획이 있어, 지금도 구마모토 전철이 부지를 소유하고 있다.
- 쓰지쿠보 역：역 부근에 광대한 버스 차고가 되어 있다.
- 다카에 역：역사가 남아 있었지만, 최근 철거되었다.
- 시스이 역：교차 가능한 역이었다. 역 앞의 점포 창고에 역명이 남아 있다.
- 도미노하라 역：버스 정류장과 주륜장이 남아 있다.
- 히로세 역： 이전에는 교차 설비가 있었다. 폐지시에는 철거되었다.
- 후카가와 역：동명의 버스 정류장이 간신히 모습을 남긴다.
- 기쿠치 역：폐지 직전에 지어진 역사가 「기쿠치 플라자」로서 남아 있다.